# Hermann Stork
Hermann Stork (30 agosto 1911 – 12 giugno 1962) è stato un tuffatore tedesco.

## Carriera
Ha rappresentato la Germania ai Giochi olimpici di Berlino 1936, vincendo una medaglia di bronzo.

## Palmarès
- Giochi olimpici

Berlino 1936: bronzo nella piattaforma 10 m.